# Ерікепайос
В орфічній літературі Ерікепайос ( дав.-гр. Ἠρικαπαῖος/Ἠρικεπαῖος, трансліт. Ērikapaîos/Ērikepaîos, латиніз. power; лат. Ericepaeus ) — назва бога Фанеса, згадуваного в орфічній поезії та пов’язаних з нею Діонісійських містеріях — негрецьке ім’я, для якого не знайдено точного тлумачення.

## Обговорення
Вчених довго бентежило ім’я Ерікепайос і, природно, більшість із них намагалися вивести його з грецької етимології, однак це здається сумнівним з лінгвістичної точки зору. Вважається також, що ім'я має єврейське походження через його схожість з erekh appayim .  : 73 Навіть у давнину стверджувалося, що ім’я Ерікепайос було імпортовано зі Сходу. Таким чином, Джон Малалас, 6-й століття Н. Е. Антиотійський історик отримав назву від мови, якою розмовляли в його регіоні.  : 74 Ім'я вперше згадується з достовірністю в орфічному папірусі з Гуроба, тексті діонісійських містерій кінця 3 ст. століття до нашої ери. 
Міфограф Отто Группе припустив, що міф про Фанеса з’явився у своїй початковій формі у Вавилонії . Звідти він поширився на Близький Схід і вкоренився, зокрема, в Сирії та Малій Азії . Самі боги Вавилону не були імпортовані, але міф був пов’язаний з місцевими божествами районів, на які він поширився. 
Ерікепей став важливим у різноманітних неоплатонічних творах так званої «Рапсодичної теогонії» , яка нині втрачена, вона була складена в елліністичний період, включаючи попередні твори. Це відомо через підсумки пізніших неоплатонічних авторів.